# Шаукат Богданов
Шаукат Медихатович Богданов (на руски: Шевкид Медихатович Богданов, на татарски: Шәүкәт Мидхәт улы Богданов / مدحت اوغلى شوكات بغدانوف) е руски общественик, краевед, инженер.
Ной е академик от Международната академия за българистика, иновации и култура (МАБИК), носител на отличието „Най-добър ръководител на НПО в Уляновска област-2013“, председател на обществена организация „Булгарское возрождение“ („Българско възраждане“) в Уляновска област. Той защитава позицията, според която хората, наричани днес волжки татари е по-правилно да се наричат волжки българи.

## Биография
Богданов е роден на 15 ноември 1939 г. в Тбилиси, Грузинска ССР, СССР. През 1959 г. завършва Тбилиския държавен политехнически колеж (днес Тбилиски държавен университет). В периода от 1959 до 1962 г. служи във въоръжените сили на Съветския съюз. През 1968 г. завършва Казанския авиационен институт (КАИ, днес Казански национален изследователски технически университет) със специалност „Радиотехника“.
След дипломирането му е изпратен на работа в Конструкторското бюро на Уляновския механичен завод.
През 1978 г. се премества в Уляновския радиотръбен завод като инженер по лазерно оборудване. По време на работата си прекарва много време в командировки извън СССР в страните от социалистическия лагер – Полша, Румъния, България, Чехословакия, Куба и др. Като специалист по квантови прибори нееднократно е командирован за ремонт на българска авиационна техника в София и Пловдив.
През 1990 г. е избран за народен депутат в областния съвет на Уляновска област. От 1990 до 1993 г. е председател на Комисията по национални и религиозни въпроси на Уляновския областен съвет на народните депутати.
Той организира откриването на татарски и чувашки отдел за обучение на учители за национални училища в Уляновския държавен педагогически университет. Предотвратено е и затварянето на регионалните национални вестници „Емет“ (на татарски) и „Канаш“ (на чувашки).
След фалита на завода за радиотръби започва като инженер в конструкторското бюро на Уляновския автомобилен завод, където работи до 2008 г., след което се пенсионира.
От 1990 г. се занимава активно със социални дейности. Два пъти е избиран за председател на регионалното татаро-башкирско обществено движение в Уляновск „Туган тел“ („Роден език“).
Поради недостатъчно отразяване в Русия на историята на Волжка България и българите, през 2003 г. с група съмишленици от националната и религиозната интелигенция създава Уляновска просветна обществена организация „Българско възраждане” и става неин председател.
През 2010 г. взима участие на официална среща между дунавски и волжки българи, председателят на Държавната агенция за българите в чужбина (ДАБЧ) – Росен Иванов, приема група общественици от Република Башкортостан и от Уляновска област на Руската федерация.
От 2011 г. е член на Съвета на Уляновска регионална обществена организация „Деца на войната“, а от 2012 г. е заместник-председател на Уляновска обществена организация „Българска национално-културна автономия“.